# Legame ionico

Il fluoro e il sodio sono sottoposti ad una reazione redox e formano il fluoruro di sodio. Il sodio cede un suo elettrone al fluoro, ed entrambi raggiungono una configurazione elettronica più stabile.

Il legame ionico è un legame chimico di natura elettrostatica che si forma quando gli atomi possiedono un'elevata differenza di elettronegatività, ovvero una bassa energia di ionizzazione e un'alta affinità elettronica. In parole povere, esso si riferisce alla mutua attrazione elettrostatica che si instaura tra le cariche elettriche di un catione e di un anione che instaurano tale genere di legame.

## Definizione e caratteristiche
Alcuni autori riportano valori di differenza di elettronegatività {\displaystyle (\Delta \chi )} per i quali due elementi danno luogo ad un legame ionico, questi valori vanno da 1,7 (corrisponde a una percentuale di ionicità maggiore al 60%) a 2,0. Tuttavia il discernimento tra legame ionico e covalente per alcuni composti non è netto, si hanno quindi legami covalenti con marcato carattere ionico (ad elevata polarità). Si definisce quindi la percentuale di carattere ionico di un legame chimico che può essere dedotta a partire dai valori di elettronegatività degli elementi che partecipano al legame, attraverso la seguente relazione:
{\displaystyle \%\,\mathrm {ionicit{\grave {a}}} =\left[1-e^{\left[-0,25(\chi _{A}-\chi _{B})^{2}\right]}\right]\cdot 100}
Nel legame ionico l'attrazione esercitata dal nucleo dell'atomo più elettronegativo sull'altro atomo, meno elettronegativo, è così forte che la nuvola di carica elettronica può considerarsi come spostata completamente sull'elemento più elettronegativo.
L'elettrone dell'altro elemento, meno elettronegativo, viene strappato e un legame ionico è creato in seguito alla formazione di un catione e un anione. Il legame così creato è puramente elettrostatico dovuto all'attrazione reciproca (per la legge di Coulomb) dai due ioni di carica opposta.
A differenza del legame covalente che si produce lungo la direzione stabilita dagli orbitali di legame, il legame ionico non è direzionale.
L'attrazione tra cariche di segno opposto infatti, non si sviluppa in un'unica direzione ma agisce con ugual forza, in tutte le direzioni con simmetria sferica (a pari distanza).

### Numero di coordinazione
In un legame ionico, il numero di ioni è detto '’numero di coordinazione’'. 
Se si considerano gli ioni come delle sfere rigide, il calcolo dei numeri di coordinazione più probabili è possibile grazie al rapporto tra i raggi {\displaystyle {\frac {r^{+}}{r^{-}}}}.
Nello schema che segue vi sono i tipi più comuni di coordinazione con la simmetria spaziale formata dalle particelle, in funzione al suddetto rapporto raggio-catione/raggio-anione.
Si osservi che tale rapporto è sempre minore di {\displaystyle 1}, essendo il catione di un atomo sempre minore dell'anione corrispondente.
Si deve tenere presente anche che la geometria trigonale è solo planare (cioè i 3 anioni e il catione centrale sono complanari).
| Rapporto r+ / r− | Numero di coordinazione | Geometria               |
| ---------------- | ----------------------- | ----------------------- |
| >0,155           | 3                       | trigonale planare       |
| >0,225           | 4                       | tetraedrica             |
| >0,414           | 6                       | ottaedrica              |
| >0,732           | 8                       | cubica a corpo centrato |

### Energie in gioco
Il legame ionico è tipico dei legami tra metalli e non metalli e si realizza con maggiore probabilità quando un atomo a bassa energia di ionizzazione si combina con un atomo ad alta affinità elettronica. Il modello di funzione di energia potenziale intramolecolare che descrive il legame ionico è definito potenziale ionico.

#### Energia di Madelung
Nel reticolo cristallino vi sono forze, quindi energie, di attrazione e repulsione.
Ogni catione attrae a sé ed è attratto dagli anioni.
L'energia di attrazione è negativa ed è calcolata con l'energia di Coulomb che varia per ogni coppia ione-anione in base a distanza, disposizione geometrica e numero di coordinazione.
Analogamente tra ioni di segno uguale viene a crearsi una repulsione elettrica. Anche per essa il valore varia a seconda di distanza, geometria ionica e numero di coordinazione.
L'energia di Madelung tiene conto di tutte queste interazioni tra ioni e rappresenta quindi una sommatoria di tutte le energie possibili.
Fissato uno ione di riferimento, si calcolano tutte le energie possibili ad esso legate.
Ogni addendo varia dall'altro per la distanza di legame, che per comodità esprimiamo in funzione della distanza iniziale {\displaystyle r_{0}} e per un fattore moltiplicativo che dice il numero di ioni coinvolti in quel processo energetico (a parte lo ione campione stesso).
Per capire ecco un esempio che inizia a calcolare l'energia in un cristallo di salgemma.
Fissato con {\displaystyle R_{0}} la prima distanza calcolata, le seguenti sono {\displaystyle R_{1}={\sqrt {2}}R_{0};R_{2}={\sqrt {3}}R_{0};R_{3}=2R_{0}\ldots }
La sommatoria è una sequenza di addendi alternativamente negativi (attrazione) e positivi (repulsione), di entità decrescente.
{\displaystyle E_{MAD}=-6{\frac {e^{2}}{R_{0}}}+12{\frac {e^{2}}{{\sqrt {2}}R_{0}}}-8{\frac {e^{2}}{{\sqrt {3}}R_{0}}}+6{\frac {e^{2}}{2R_{0}}}\ldots }
Se consideriamo solo il numero degli ioni coinvolti e il fattore moltiplicativo che esprime il raggio dell'interazione in funzione del primo raggio calcolato, {\displaystyle R_{0}} si ha una somma che converge a un valore, detto costante di Madelung, caratteristico proprio per geometria e coordinazione del cristallo ionico.

### Cristalli e solidi ionici
- I solidi ionici sono caratterizzati da forti legami di tipo ionico.
- Il solido ionico ha una struttura cristallina dalla geometria precisa che dipende dalle distanze di legame e dal numero di coordinazione. I nodi reticolari sono occupati da ioni positivi o negativi tra i quali viene esercitata la forza di Coulomb, si generano così dei legami ionici adirezionali.

I legami covalenti polari si dovrebbero considerare come ibridi con variabile carattere di legame covalente e ionico, con una tipologia di legame che può essere più o meno predominante sull'altra. D'altro canto molti legami ritenuti per semplicità ionici presentano una certa componente covalente.

## Esempio: il cloruro di sodio
Uno ione Na+ risulta circondato e attratto da 6 ioni Cl− e viceversa, in una struttura detta cristallina. Anioni e cationi infatti si dispongono alternativamente in un reticolo cubico. Tale disposizione è detta cristallina perché macroscopicamente genera un cristallo, che riflette la geometria della struttura ionica.
Anche se la molecola di NaCl esiste allo stato gassoso, allo stato solido (fatto generale valido per tutti i composti ionici) “non esiste una molecola ionica”.
Quando si indica un composto ionico con una formula, quindi, non si vuol con essa descrivere una struttura molecolare autonoma ma soltanto il rapporto numerico esistente nel cristallo fra ioni positivi e ioni negativi. In pratica parlare di formula molecolare è abusato, mentre resta valido parlare di formula minima. Allo stesso modo sarebbe più corretto riferirsi al peso formula piuttosto che al peso molecolare.
Nel nostro caso, cloruro di sodio, la formula NaCl indica che il rapporto tra le moli di {\displaystyle {\ce {Na+}}} e {\displaystyle \mathrm {Cl^{-}} } è {\displaystyle 1:1}.
Altro esempio: il cloruro di magnesio, {\displaystyle {\ce {MgCl2}}} indica che nel reticolato ionico gli ioni di {\displaystyle {\ce {Mg^2+}}} e {\displaystyle \mathrm {Cl^{-}} } sono presenti nel rapporto di {\displaystyle 1:2}.